# Paraíba do Norte
Paraíba (portugalsky Rio Paraíba) je řeka v severovýchodní Brazílii (Paraíba). Je 450 km dlouhá.

## Průběh toku
Protéká pohořím Borborema. Ústí do Atlantského oceánu.

## Vodní režim
Na podzim dochází k povodním.

## Využití
Vodní doprava je možná na dolním toku.